# 掌潭
掌潭，是臺灣嘉義縣東石鄉的一個傳統地域名稱，位於該鄉西南端。相較於今日行政區，其範圍大致包括掌潭村不含南端、網寮村、塭子村西南部及西北部凸出部分的西北半部、東崙村西部凸出部分的西部至東北部弧形邊界地帶，以及布袋鎮中安里西半葉西南端向西北凸出部分的西北大半部。

## 歷史
臺灣日治初期，掌潭地區為一（舊制）街庄，稱為「掌潭庄」，隸屬於大坵田西堡。該庄昔日北及東北分別隔樸仔腳溪（今朴子溪）主流及分/支流與塭仔庄為界，東與栗仔崙庄為鄰，東南及南隔一溪流的支流（今過溝大排）及主流（今考試潭大排，但已改道而偏南）分別與過溝庄、內田庄為界。
1901年（日治明治三十四年）11月，全臺廢縣廳改設二十廳，該庄隸屬於嘉義廳。1903年（明治三十六年）6月，該庄編入「港墘區」，隸屬於嘉義廳。1909年（明治四十二年）10月，合併二十廳為十二廳，港墘區仍隸屬於嘉義廳。1920年（大正九年），全臺地方制度大改正，廢十二廳改設五州二廳，該庄改制為「掌潭」大字，隸屬於臺南州東石郡東石庄（新制街庄）。
戰後東石庄改制為東石鄉，隸屬於臺南縣，大字亦改制為村。1950年10月，雲、嘉、南分治，東石鄉改隸屬嘉義縣。

## 聚落
本地區發展較早的聚落有掌潭、網藔等，在日治期初期的官方地圖上已有記載。此外，本地區尚有鹽田寮、白水湖等聚落。

## 交通
省道台17線又稱「西部濱海公路」，是臺中市清水區甲南至屏東縣枋寮鄉水底寮的幹道，經過本地區鹽田寮聚落東側及掌湖聚落東郊。由該道向北北東可經過東石鄉市區東郊前往雲林縣口湖鄉西部、四湖鄉西部、臺西鄉、東勢鄉西北端等地；向南南東可前往布袋鎮、臺南市北門區、將軍區、七股區等地。
省道台61線又稱「西部濱海快速公路」，目前通車路段北起新北市八里區臺北港，南至臺南市七股區九塊厝，經過本地區鹽田寮聚落西側及白水湖聚落東側，並在白水湖聚落旁的鄉道嘉18線交會處設有白水湖交流道。由此可快速前往台灣西部沿海各地。
縣道157號是雲林縣斗南（實際起點在大埤鄉豐田）至嘉義縣布袋鎮過溝的道路。
縣道170號是東石鄉網寮至鹿草鄉東勢尾的道路。
鄉道嘉18線是白水湖至樹林頭的道路。

## 學校
- 網寮國小

## 公務機構
- 網寮安檢所
- 白水湖漁港安檢所

## 產業
- 網寮漁港
- 白水湖漁港